# Liste der Klassischen Philologen an der Universität zu Köln
Die Liste der Klassischen Philologen an der Universität zu Köln zählt alle relevanten Vertreter der Klassischen Philologie auf, die an der 1919 neu gegründeten Universität zu Köln wirkten und wirken.

## Geschichte
Als die Universität zu Köln nach dem Ersten Weltkrieg neu gegründet wurde, wurden die altertumswissenschaftlichen Disziplinen Klassische Philologie, Alte Geschichte und Klassische Archäologie in einem Institut für Altertumskunde zusammengefasst. Dessen erster Leiter war der Gründungsprofessor für Klassische Philologie, Josef Kroll (1889–1980). Er wirkte mehr als dreißig Jahre lang gleichzeitig als Direktor des Philologischen Seminars und war in den Jahren 1930–1931 und 1945–1950 Rektor der Universität. Neben ihm wirkte von 1925 bis 1952 Günther Jachmann (1887–1979) als zweiter Ordinarius. Seit 1924 existierte eine Assistentenstelle am Philologischen Seminar, die bis 1932 Eduard Williger (1899–1932) innehatte.
In den 50er Jahren wurden Albrecht Dihle und Hellfried Dahlmann als Lehrstuhlinhaber berufen. Beide lehrten bis in die 70er Jahre und entfalteten eine starke Lehre. 1961 wurde ein dritter Lehrstuhl für Papyrologie und Epigraphik eingerichtet, den zuerst Reinhold Merkelbach innehatte. Er vergrößerte die Kölner Papyrussammlung, die bereits in den 50er Jahren von Josef Kroll begründet worden war. 1972 erreichte er die Aufnahme der Kölner Papyrussammlung in das Förderprogramm der Nordrhein-Westfälischen Akademie der Wissenschaften.
Das Institut für Altertumskunde besteht heute aus den drei Abteilungen Byzantinistik und Neogräzistik, Klassische Philologie und Mittellateinische Philologie. Außerdem sind zwei wissenschaftliche Arbeitsstellen am Institut angesiedelt: Die Arbeitsstelle für Papyrologie, Epigraphik und Numismatik der Nordrhein-Westfälischen Akademie der Wissenschaften und die Arbeitsstelle der Akademie der Wissenschaften und der Literatur (Mainz), an der das Projekt „Lateinische Literatur der Renaissance“ betreut wird.

## Liste der Klassischen Philologen
| Dozent                                | Ernennung | Austritt  | Funktion                                          | Bemerkung | Bild |
| ------------------------------------- | --------- | --------- | ------------------------------------------------- | --- | ---- |
| Josef Kroll (1889–1980)               | 1922      | 1956      | Ordinarius                                        | erster Lehrstuhlinhaber für Gräzistik, Direktor des Philologischen Seminars, Rektor der Universität 1930–31 und 1945–50                                                       |      |
| Eduard Williger (1899–1932)           | 1924      | 1932      | Privatdozent                                      | Schüler Wilhelm Krolls in Breslau, Assistent in Köln, 1927 habilitiert; starb durch Suizid                                                                                    |      |
| Günther Jachmann (1887–1979)          | 1925      | 1952      | Ordinarius                                        | erster Lehrstuhlinhaber für Latinistik; Spezialist für Altlatein und Überlieferungsgeschichte verschiedener Autoren                                                           |      |
| Wolf-Hartmut Friedrich (1907–2000)    | 1935      | 1938      | Lektor                                            | hielt lateinische Sprachkurse ab; wechselte nach Hamburg, später nach Göttingen                                                                                               |      |
| Wolfgang Schmid (1913–1980)           | 1938 1946 | 1939 1950 | Extraordinarius                                   | Jachmann-Schüler, zunächst Lektor, nach dem Krieg Assistent und 1949 außerordentlicher Professor; wechselte nach Bonn                                                         |      |
| Ernst Rupprecht (1910–1941)           | 1939      | 1941      | Assistent                                         | fiel im Zweiten Weltkrieg |      |
| Ulrich Knoche (1902–1968)             | 1947      | 1950      | Gastprofessor                                     | Lehrstuhlvertreter für Josef Kroll während seines Rektorats; Spezialist für römische Satire; kehrte als Ordinarius nach Hamburg zurück                                        |      |
| Hellfried Dahlmann (1905–1988)        | 1932 1953 | 1935 1971 | Ordinarius                                        | 1932–1935 Assistent; 1953 Nachfolger Jachmanns; Varro-Spezialist |      |
| Albrecht Dihle (1923–2020)            | 1958      | 1974      | Ordinarius                                        | Nachfolger Krolls, Spezialist für griechische Philosophie, Dichtung und Kulturgeschichte; wechselte nach Heidelberg                                                           |      |
| Reinhold Merkelbach (1918–2006)       | 1961      | 1983      | Ordinarius                                        | Professor für Papyrologie und Hilfswissenschaften, seit 1974 Leiter der Papyrussammlung                                                                                       |      |
| Heinrich Otto Schröder (1906–1987)    | 1966      | 1987      | Honorarprofessor                                  | bis 1945 Oberassistent in Gießen, 1949 Leiter des Bonner Beethoven-Gymnasiums                                                                                                 |      |
| Peter Wülfing-von Martitz (1930–2004) | 1967      | 1996      | Professor                                         | Privatdozent, 1970 außerplanmäßiger Professor, 1980 Professor; Spezialist für griechisches Epos und Rhetorik                                                                  |      |
| Gerhard Binder (1937–2023)            | 1968      | 1982      | Wissenschaftlicher Rat und Professor              | Privatdozent, 1970 außerplanmäßiger Professor, 1971 W. R. u. Prof.; Spezialist für Kultur-, Wirkungs- und Religionsgeschichte der Antike; wechselte nach Bochum               |      |
| Albert Henrichs (1942–2017)           | 1969      | 1971      | Privatdozent                                      | Merkelbach-Schüler, 1966 promoviert, 1969 habilitiert; wechselte an die University of California, Berkeley, später an die Harvard University                                  |      |
| Ludwig Koenen (1931–2023)             | 1969      | 1975      | Wissenschaftlicher Rat und Professor              | Privatdozent, 1971 W. R. u. Prof.; wechselte an die Universität Ann Arbor in Michigan                                                                                         |      |
| Georg Petzl (1941–2021)               | 1969      | 2007      | Akademischer Direktor, außerplanmäßiger Professor | Epigraphiker, 1983 Habilitation, 1989 außerplanmäßiger Professor |      |
| Helmut van Thiel (1932–2014)          | 1969      | 1998      | Außerplanmäßiger Professor                        | Privatdozent, 1970 apl. Prof.; Spezialist für griechische Überlieferungsgeschichte, besonders der homerischen Epen                                                            |      |
| Wolfgang Dieter Lebek (* 1938)        | 1971      | 2003      | Ordinarius                                        | Privatdozent, 1971 außerplanmäßiger Professor, 1976–1984 in Los Angeles und Augsburg, dann als Nachfolger Merkelbachs Professor für Papyrologie                               |      |
| Dieter Hagedorn (* 1936)              | 1971      | 1981      | Außerplanmäßiger Professor                        | Papyrologe, 1971 Habilitation, 1972 außerplanmäßiger Professor; wechselte nach Heidelberg                                                                                     |      |
| Helmut Engelmann (* 1937)             | 1972      | 2003      | Akademischer Oberrat, außerplanmäßiger Professor  | Epigraphiker, Mitherausgeber der Zeitschrift für Papyrologie und Epigraphik                                                                                                   |      |
| Michael Gronewald (* 1944)            | 1972      | 2009      | Professor                                         | Privatdozent, 1980 Professor; Papyrologe und Patristiker |      |
| Clemens Zintzen (1930–2023)           | 1972      | 2010      | Ordinarius                                        | Spezialist für Philosophie und lateinische Literatur von der Antike bis zur Renaissance; 1994 emeritiert, lehrte noch bis zum Sommersemester 2010                             |      |
| Wolfgang Blümel (* 1945)              | 1975      | 2011      | außerplanmäßiger Professor                        | Spezialist für griechische Sprachwissenschaft und Epigraphik |      |
| Rudolf Kassel (1926–2020)             | 1975      | 1991      | Ordinarius                                        | Nachfolger Dihles, Herausgeber der Poetae Comici Graeci, Mitglied verschiedener Akademien                                                                                     |      |
| Dietfried Krömer (1938–2006)          | 1976      | 1978      | Assistent                                         | Kassel-Schüler; wechselte als Wissenschaftlicher Mitarbeiter zum Thesaurus Linguae Latinae in München                                                                         |      |
| Hermann Wankel (1928–1997)            | 1976      | 1981      | außerplanmäßiger Professor                        | Kassel-Schüler, Privatdozent, 1981 apl. Prof.; wechselte nach Münster |      |
| Peter Frisch (1942–2015)              | 1978      | 2007      | außerplanmäßiger Professor                        | Merkelbach-Schüler; Privatdozent für Klassische Philologie mit besonderer Berücksichtigung der Papyrologie, 1981 außerplanmäßiger Professor, 1986 Professor, 2007 pensioniert |      |
| Werner Deuse (* 1944)                 | 1979      | 2010      | außerplanmäßiger Professor                        | Spezialist für antike Philosophie und Kirchengeschichte, gleichzeitig Oberstudienrat im Hochschuldienst an der Universität Siegen                                             |      |
| Heinz-Günther Nesselrath (* 1957)     | 1981      | 1989      | Privatdozent                                      | Kassel-Schüler, Spezialist für griechische Literatur; 1987 habilitiert; wechselte nach Bern, später nach Göttingen                                                            |      |
| Klaus Maresch (* 1951)                | 1982      |           | außerplanmäßiger Professor                        | Papyrologe |      |
| Stephan Schröder (* 1962)             | 1989      | 2001      | Privatdozent                                      | Assistent, später Oberassistent, 2000 habilitiert; Spezialist für griechische Dichtung (Epos, Komödie, Paian); wechselte nach Erlangen                                        |      |
| Bernd Manuwald (* 1942)               | 1992      | 2008      | Ordinarius                                        | Nachfolger Kassels; Spezialist für griechische Geschichtsschreibung, Philosophie und Tragödie                                                                                 |      |
| Markus Stein (* 1962)                 | 1992      | 2004      | Privatdozent                                      | Spezialist für pagane und christliche Literatur der Spätantike sowie Manichäismus; wechselte nach Göttingen, später nach Düsseldorf                                           |      |
| Cornelia Römer (* 1953)               | 1994      | 2000      | außerplanmäßige Professorin                       | Papyrologin; 1987 Kustodin der Papyrussammlung, 1994 Habilitation, 1999 außerplanmäßiger Professor, wechselte nach London                                                     |      |
| Peter Schenk (* 1953)                 | 1995      | 2019      | außerplanmäßiger Professor                        | Privatdozent, 1999 Studienrat im Hochschuldienst, 2001 apl. Prof., 2008 Studiendirektor; Spezialist für lateinische Literatur der Kaiserzeit und neulateinische Literatur     |      |
| Wolfram Ax (1944–2020)                | 1996      | 2010      | Ordinarius                                        | Nachfolger Zintzens; Spezialist für antike Grammatik, Rhetorik und Sprachphilosophie                                                                                          |      |
| Farouk Grewing (* 1968)               | 1996      | 2000      | Assistent                                         | wechselte als Dozent an verschiedene Universitäten in den USA; seit 2007 Professor in Wien                                                                                    |      |
| Thomas Gärtner (* 1969)               | 2002      |           | außerplanmäßiger Professor                        | Spezialist für Textkritik und Überlieferungsgeschichte, lateinisches Epos und mittellateinische Dichtung; 2002 habilitiert, 2008 apl. Prof.                                   |      |
| Jürgen Hammerstaedt (* 1960)          | 2004      |           | Ordinarius                                        | Nachfolger Lebeks, Spezialist für Philosophiegeschichte und kaiserzeitliche Literatur                                                                                         |      |
| Markus Schauer (* 1967)               | 2008      | 2008      | Professor                                         | W2-Professor für Klassische Philologie; wechselte nach Bamberg |      |
| Anja Bettenworth (* 1973)             | 2010      |           | Professorin                                       | zunächst Lehrstuhlvertreterin für Latinistik; seit 2011 W2-Professorin, Spezialistin für antikes Epos, römische Elegie und Antikenrezeption im Film.                          |      |
| Alfred Breitenbach (* 1972)           | 2010      |           | Akademischer Rat                                  | Spezialist für pagane und christliche Literatur der römischen Kaiserzeit |      |
| René Nünlist (* 1965)                 | 2010      |           | Ordinarius                                        | Nachfolger Manuwalds, Spezialist für die homerischen Epen |      |
| Jan Felix Gaertner (* 1976)           | 2013      |           | Ordinarius                                        | Nachfolger von Ax, Spezialist für griechisch-römische Bühnendichtung und Geschichtsschreibung                                                                                 |      |